# The Runner (film, 2015)
Pour les articles homonymes, voir The Runner.
Pour plus de détails, voir Fiche technique et Distribution.
The Runner est un film américain réalisé par Austin Stark, sorti en 2015.

## Synopsis
The Runner revient sur les événements qui ont fait suite au déversement de pétrole de la BP (Deepwater Horizon), dans le golfe du Mexique, en 2010.

## Fiche technique
- Titre original : The Runner
- Réalisation et scénario : Austin Stark
- Musique : The Newton Brothers
- Photographie : Elliot Davis
- Montage : Michael R. Miller
- Production : Bingo Gubelmann, Erika Hampson, Benji Kohn, Chris Papavasiliou, Glenn Williamson
- Sociétés de production : Paper Street Films, Back Lot Pictures, KGB Media
- Distribution : Alchemy
- Durée : 90 minutes  (1 h 30)
- Pays d'origine :  États-Unis
- Date de sortie : 
  -  États-Unis : 7 août 2015
  -  France : 8 avril 2016 (vidéo)

## Distribution
- Nicolas Cage (V. F. : Dominique Collignon-Maurin): Colin Pryce
- Connie Nielsen (VF : Monika Lawinska) : Deborah Pryce
- Sarah Paulson (VF : Fily Keita) : Kate Haber
- Dana Gourrier (VF : Laura Zichy) : Daria Winston
- Peter Fonda (VF : Féodor Atkine) : Rayne Pryce
- Wendell Pierce (VF : Thierry Mercier) : Frank Legrand
- Christopher Berry (VF : Cédric Hingard) : Hal Provich
- Bryan Batt (VF : Gabriel Le Doze) : Mark Lavin
- Kerry Kahill (VF : Léa Gabriel) : LT. Jenn Wyman

Direction artistique : Monika Lawinska